# Lake Aratiatia
Der Lake Aratiatia ist ein zum Flusssystem des Waikato River gehörender Stausee auf der Nordinsel von Neuseeland. Er ist der erste von insgesamt acht Stauseen, die sich zwischen dem Lake Taupō und der Stadt Cambridge auf einem Teilstück des Waikato River aneinanderreihen.

## Namensherkunft
Der Name Aratiatia bedeutet in der Sprache der Māori, die „Stiege des Tia“, einem Vorfahren der Stämme der Te Arawa.

## Geographie
Der Lake Aratiatia befindet sich rund 7 km nördlich der Stadt Taupō und rund 12,5 Flusskilometer vom Abfluss des Lake Taupō entfernt. Die Huka Falls sind 2,7 km Flussaufwärts zu finden. Der See wird durch den Waikato River gespeist und erstreckt sich über eine Länge von 3,5 km in dem ehemaligen Flussbett des Flusses. Bei einer Breite von 50 m bis zu maximal 275 m dehnt sich der See über eine Flache zwischen 0,5 bis 0,6 km2 aus und kommt auf eine maximale Seetiefe von 11 m. Die Höhe des Sees variiert je nach Wasserspiegel zwischen 335,99 m und 337,82 m. Sein unmittelbares Wassereinzugsgebiet besitzt eine Größe von 104 km2
Administrativ zählt der See zur Region Waikato.
Dem Lake Aratiatia folgen nacheinander die Stauseen Lake Ohakuri, Lake Ātiamuri, Lake Whakamaru, Lake Maraetai, Lake Waipapa, Lake Arapuni und Lake Karapiro.

## Geschichte
In den Jahren 1959 bis 1964 wurde der Staudamm des Sees und die Aratiatia Power Station zur Stromerzeugung errichtet. Ausgelegt für eine Nennleistung von 84 MW, wurde diese in der Praxis nie erreicht. Im Jahr 2017 wurde eine Erneuerung des Kraftwerks, dass in der Realität 78 MW Leistung erbrachte, in Angriff genommen. Unter anderem sollten dabei alle Turbinen ausgetauscht werden. Die Umbauten waren für einen Zeitraum von drei Jahren projektiert. Betreiber des Wasserkraftwerks ist die mehrheitlich im Staatsbesitz befindliche Firma Mercury NZ Limited.

## Besonderheiten des Sees
Am östlichen Teil des Stausees befindet sich am Nordufer die Wairākei Geothermal Power Station. In der Nacht wird das zur Kühlung des Geothermalkraftwerks vom Waikato River entnommene Wasser an den Lake Aratiatia abgegeben, wodurch der Wasserspiegel steigt und sich die Wasseroberfläche durch die Kalt-Warm-Schichtung erwärmt. Morgens, wenn der Strombedarf steigt, wird das Wasser zur Stromerzeugung genutzt, wodurch dann eine Durchmischung des kalten mit dem warmen Wasser erfolgt.